# Chara-choto

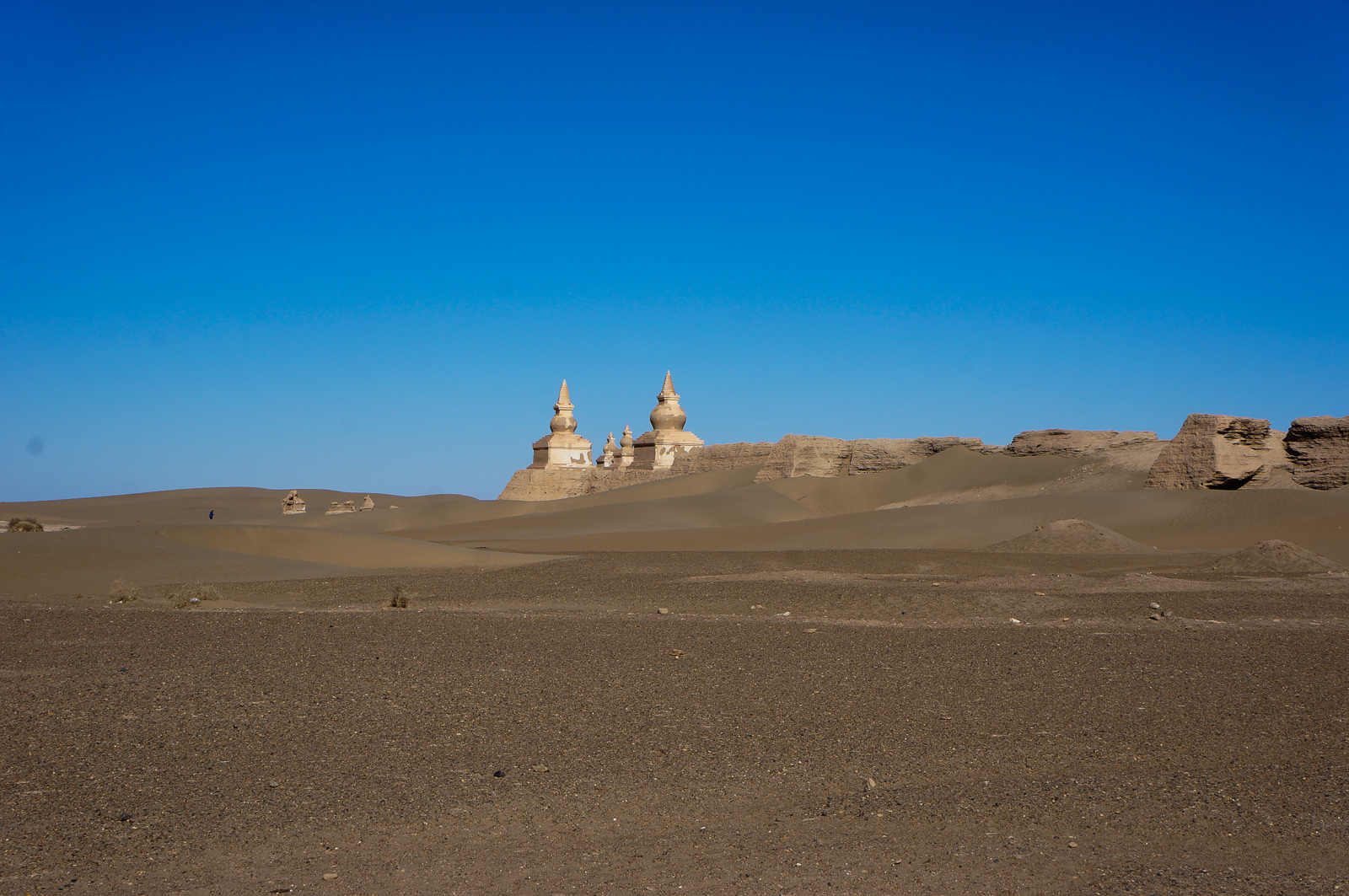
Dochované hradby města Chara-choto

Chara-choto správněji v češtině Char Choto (mongolsky ᠬᠠᠷᠠ ᠬᠣᠲᠠ, cyrilicí Хар хот, čínsky v českém přepisu Chej-čcheng, pchin-jinem Heicheng, znaky zjednodušené 黑城, doslova „černé město“) je zaniklé město a archeologická lokalita v korouhvi Edzné v ajmaku Alšá ve Vnitřním Mongolsku v Číně. Nachází se na poušti nedaleko velké vodní plochy Gašun núr. Zřejmě se jedná o město Ecina, které zmiňoval ve svém cestopise Marco Polo.
Město vzniklo v 11. století Tanguti a v průběhu tohoto století se stalo obchodní centrum státu Západní Sia, roku 1226 bylo dobyto Čingischánem, ale zřejmě i v letech následujících pod mongolskou vládou si zachovávalo důležitou roli. Vyvráceno bylo v roce 1372 armádou minského generála Feng Šenga.
Po pádu město zmizelo, ale znovuobjeveno bylo na začátku 20. století (výzkumné expedice Pjotra Kozlova), objevy v ruinách jsou důležitým pramenem poznání kultury Tangutů.

## Výzkumy

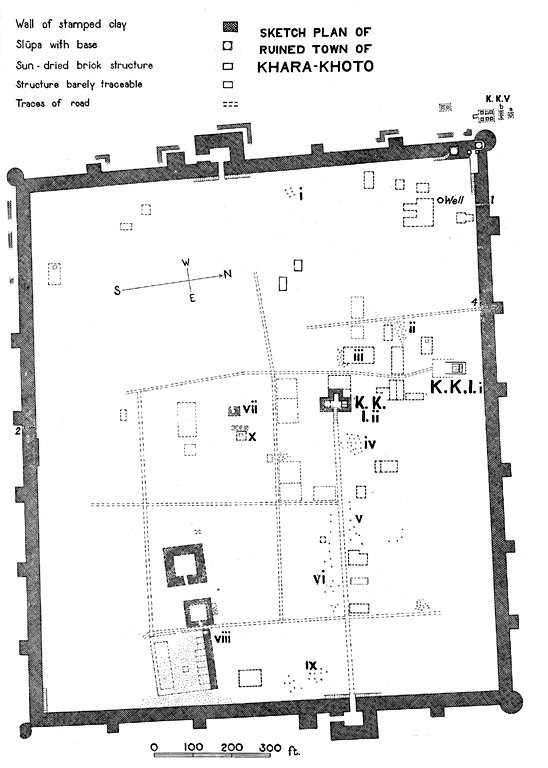
Plán Chara-chota vytvořený při expedici Aurela Steina

Ruští průzkumníci Grigorij Potanin a Vladimir Obručev zaslechli pověsti, že někde na dolním toku řeky Edzin gol se nachází ztracené město. To dalo dostatečný podnět, aby asijské museum schválil novou mongolsko-sečuánskou expedici pod vedením Pjotra Kozlova.
První moderní objevitel města byl již Burjat Cogto Badmažapov, který na místo dorazil na jaře 1907 a podal první písemné hlášení a fotografie místa. Později 1. května 1908 na místo dorazila Kozlovova expedice i s Badmažapovem. Kozlovovi se podařilo dojednat povolení u místního torgutského vládce (Torgut bejde Dašiho) zkoumat zříceniny a odvážet památky. Památky odeslal do Petrohradu a ještě jednou se v roce 1909 vrátil a provedl další objevy. Jednu z knih, které o své cestě Kozlov napsal, přeložil v roce 1929 do češtiny Josef Dýma jako Mrtvé město Chara-Choto.
Aurel Stein prováděl archeologický výzkum v rámci jeho expedice probíhající od července 1913 do února 1916, konkrétně v Chara.choto strávil osm dní v roce 1914. Svoje objevy popsal v kapitole 13 prvního dílu Innermost Asia.
Langdon Warner navštívil Chara-choto v roce 1925.
Folke Bergman poprvé cestoval do Chara-choto v roce 1927 a strávil v okolí rok a půl. Vypracoval mapu města a údolí řeky Edzin, prozkoumal řadu pozorovatelen a pevností v okolí. Nalezl množství xylografů a kritizoval, že výzkumy Kozlova a Steina byly povrchní a částečně nesprávné.
Sven Hedin a Sü Sü-šeng podnikli čínsko-švédskou expedici, která pracovala na místě v letech 1927–1931. Po Hedinovi navštívil město John DeFrancis roku 1935.
Další vykopávky probíhaly v letech 1983 a 1984 by Li Yiyou z vnitromongolského archeologického institut a bylo nalezeno dalších 3000 rukopisů. Vedle knih bylo odkryt jak stavební materiál, tak předměty denní potřeby, výrobní prostředky a náboženské předměty.

## Nálezy

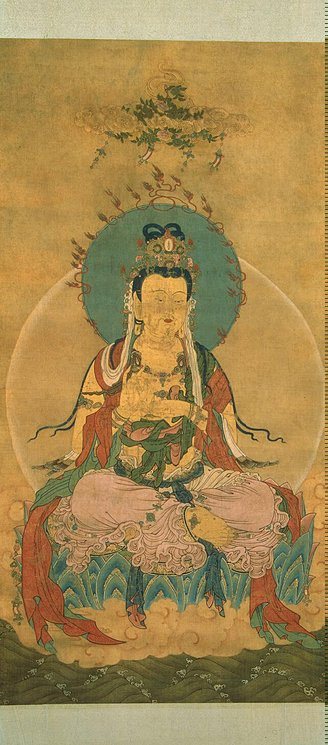
Malba na hedvábí, dnes v Ermitáži

Artefakty nalezené a odvezené Kozlovem se dochovaly jednak v Ermitáži, to platí pro malby a plastiky. Knihy a xylografy spravuje Institut orientálních rukopisů Ruské akademie věd. Dohromady se jedná okolo 3500 předmětů, které přežili obléhání Leningradu i dobu do svého znovuobjevení v roce 1991. Tyto objekty významně utvářely základnu pro poznání tangutštiny, jazyka i písma. Záhy po objevení rukopisy studoval Alexej Ivanovič Ivanov, který určil některá důležitá díla, jako tangutsko-čínský slovník Perla v hrsti sestavený v roce 1190.
Z uměleckých předmětů z Chara-choto jsou známy především malby na hedvábí především s buddhistickou tematikou s čínskými a tibetskými vlivy. Byly nalezeny také fragmenty batikovaného textilu.
Nalezly se malby na hliněných omítkách s kobaltovými pigmenty ve formě smlatů.

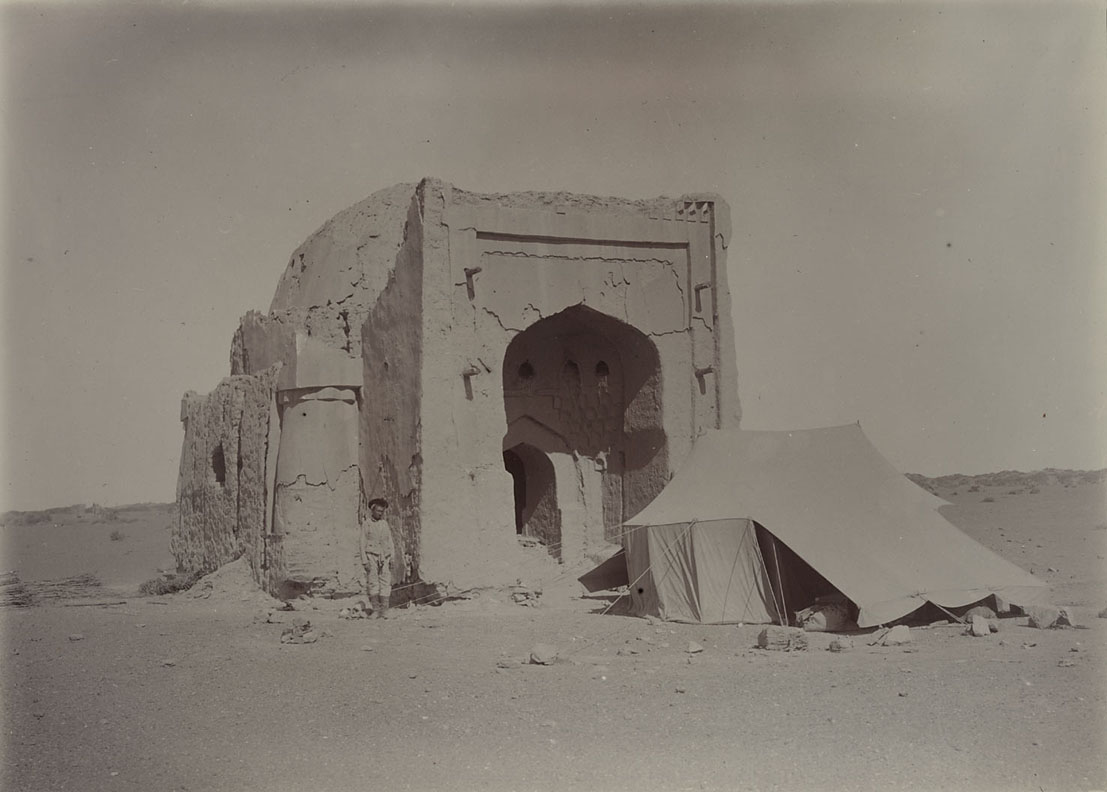
Mešita z Chara-choto

Ze stavebních prvků nalezených v rámci města budí zejména pozornost stavbu těsně vně hradeb. Podle tvaru se předpokládá, že se jedná o mešitu.